# Wislizenia
Genre
Classification APG III (2009)
Wislizenia est un genre de végétaux de la famille des Capparaceae selon la classification classique, et des Cleomaceae selon la classification phylogénétique.

## Liste d'espèces
Selon NCBI (2 Aug 2010) et ITIS (2 Aug 2010) :
- Wislizenia refracta Engelm.